# Intercrus
Intercrus, eller 41 Lyncis, som är stjärnans Flamsteed-beteckning, är en ensam stjärna i stjärnbilden Stora björnen. Trots dess Flamsteed-beteckning tillhör den inte Lodjurets stjärnbild. Den ligger på gränsen mellan stjärnbilderna och fick byta tillhörighet vid översynen av gränser mellan stjärnbilderna år 1930 och benämns sedan 2015 ofta med sitt egennamn, Intercrus. Den har visuell magnitud +5,41 och är svagt synlig för blotta ögat vid någorlunda god seeing. Baserat på parallax enligt Gaia Data Release 2 på ca 11,6 mas, beräknas den befinna sig på ett avstånd på ca 280 ljusår (ca 86 parsek) från solen Den rör sig bort från solen med en heliocentrisk radialhastighet av ca 38 km/s.

## Nomenklatur
Efter upptäckten av en exoplanet utlyste IAU en namngivningstävling. I december 2015, tillkännagav IAU de vinnande namnen, Intercrus för stjärnan och Arkas för dess planet De vinnande förslagen kom från astronomiklubben i Okayama, i Japan. Intercrus är latin för "mellan benen" och syftar på stjärnan position i Stora björnens stjärnbild. Arkas var son till Kallisto och Zeus. Enligt myten förvandlade Zeus Kallisto till en björn när de riskerade att bli upptäckta av hans hustru Hera, vilket passar bra in på stjärnbilden.

## Egenskaper
41 Lyncis är en orange till gul  jättestjärna av spektralklass K0 III. Den har en massa som är ca 2 solmassor, en radie som är ca 11 solradier och utsänder ca 55 gånger mera energi än solen från dess fotosfär vid en effektiv temperatur av ca 4 800 K.
41 Lyncis är listad i Washington Double Star Catalog med två visuella följeslagare, en stjärna av 8:e magnituden av spektraltyp F, underjätten HD 81704, som ligger 72 bågsekunder bort och en stjärna på 11:e magnituden 84 bågsekunder bort. Båda är bakgrundsobjekt, mer avlägsna än 41 Lyncis, men delar en gemensam egenrörelse och är på samma avstånd som varandra.

## Exoplanet
En exoplanet upptäcktes i februari 2008 och fick designationen 41 Lyncis b och HD 81688 b. Den namngavs senare till Arkas. Den har en massa av minst 2,7 Jupitermassor och en omloppsperiod av ungefär 184 dygn.
| Planet    | Massa   | Halv storaxel (AE) | Siderisk omloppstid (d) | Excentricitet | Inklination | Radie |
| --------- | ------- | ------------------ | ----------------------- | ------------- | ----------- | ----- |
| b (Arkas) | ≥2,7 MJ | 0,81               | 184,02 ± 0,18           | 0 (fast)      | -           | -     |